# でんきくらげとしびれふぐ
『でんきくらげとしびれふぐ』は、2003年4月5日から9月27日まで福島放送で毎週土曜日深夜2時35分から放送していたローカル番組。略称はでんくら。もしくはでんきくらげ。英字表記はDENKRA。制作は株式会社トラストネットワーク福島制作室。

## 概要
内容は短いコーナーの組み合わせで構成されている。主に他番組のパロディという印象が強いが、完全オリジナルのコーナーも少なくない。「ブックファン24」というアダルトショップや「ビデオ1」というレンタルビデオ店がスポンサーについており、パブリシティ的な要素も見えた。

## 放送期間
2003年4月にスタートし、半年間で番組は終了したがそもそも当初から放送期間は半年の予定だった。しかし同年末には総集編スペシャルとして30分の特番を放送。2004年の年末にも新作スペシャルと銘打った30分の特番で復活。5分番組の6回連続放送で、それまで全23回だった回数が第28回+番外編（公式HPとリンクさせた「おにぎり」の回）まで増えた。2011年5月にはスタッフが作った番外編動画がYouTubeにてアップロードされた。この動画にはかつての出演者の近況が描かれている。

## 出演者
出演者は素人がほとんどだが僅かにローカルタレントや地元演歌歌手なども登場。
松本あいこ「世界ビックリショー」のアシスタント。「プチンプリン」「懺悔の小部屋」にも出演。
五十嵐亜紀「でんくらベストテン」司会、予告編コーナー主演、「街で見つけた芸能人」のリポーターなど。
渡部コータ予告編コーナーの主演の新人俳優。
サンダース義山予告編コーナー、ふぞろいの握飯たち。
佐藤秀一（マルサの男）福島県郡山市に実在する、まるさ食堂の主人。「世界ビックリショー」「ビフォーアフター」などに出演。
まるさの女将「でんくらテレビショッピング」「でんくら青汁」「まるさの部屋」など。
美滝ヒロシ福島県三春町出身の演歌歌手。「でんくらベストテン」。
粋成浩児福島県内で音楽活動をし、ローカル番組などに出演歴あり。「でんくらベストテン」の司会（続編には出演せず）。
やす丸・みどり福島県出身の夫婦お笑いコンビ。「でんくらテレビショッピング」のみの出演。
今江由水「特捜大宣伝」の今江刑事＝刑事長（デカ長）。「でんくらベストテン」にも出演。
イッセー平方「ペ・ヤンジュ」や「ののしりとり」「でんきおにぎり」など。
英藤遠之輔謎の天才画家という設定。「バトルフォークジャンボリー」や「ののしりとり」「予告編シリーズ」「懺悔の小部屋」。
千葉カスミ「バトルフォークジャンボリー」勝ち抜きチャンピオン。
吉成吉男「米良美一」や「米良のもののけ」「米良のごっつぁんです」など。
鎌田鎌太郎「街で見つけた芸能人」の芸能人(?)役、「でんくらソースやきそば」など。
大河村光伸「あなたが知らない世界」司会、「でんくらさんいらっしゃい」。
おの だじろう「あなたが知らない世界」解説の心霊学者。2011年の番外編では会社員となっていた。
高澤宣彦WEBデザイナー。「ののしりとり」の審判「世界ビックリショー」「でんくらコーラ」など。
羽根景政「不死身の男」の主人公役。
ジョン、ニック
「DENKRA TV-SHOPPING USA」。
ジェリー伊藤
「郡山モード研究所」の先生役。
伊藤さん
「郡山モード研究所」の助手役。
佐藤C作
「佐藤C作のエログロナンセンス」。第11回からは「佐藤D作」と改名して出演する。
ジェニファー
スポンサーだったブックファン24のCMに登場するマネキン。「ジェニファーを探せ」「でんくらベストテン」「プチンプリン」。

## 主なコーナー

### 世界ビックリショー
- 番組の顔とも言える、唯一の皆勤コーナーである。

### でんくらベストテン
TBS『ザ・ベストテン』のパロディ。司会はローカルタレント粋成浩児と、地元でリポーターとして活躍する五十嵐亜紀。手回し得点ボードに点数を貼り付けて順位を発表し、ミラー回転扉が回ってもそこから人が出てきたことはない。ランキングは5位から発表され、5位から2位には素人のモノマネや他コーナーの出演者が歌うオリジナルソングがランクイン。そして第1位は必ず地元演歌歌手の美滝ヒロシの「恋、そして」がランクインする。
美滝は必ず中継で登場する。初登場時には矢吹町の公民館でファンに囲まれ、着ていたジャケットの袖を破りとられた。2度目は移動特設ステージが唄い出しと同時に移動。3度目はトレーと金ナベが頭上に落下し、水が頭上に直撃した。5+1SPでも登場し、曲前のインタビューの最後ではナベ蓋が頭上に落下し、曲中では熱々の石焼芋を吹き出した。

### でんくらテレビショッピング
本物のテレビショッピングさながらに商品を紹介するコーナー。商品は常にスケベ椅子だがここでは「万能いす」と呼び、万能と呼ばれる所以の様々な用途を紹介（生け花の器やブックスタンドなど）。価格は8,800円。司会はやす丸・みどり。ラストの申し込み電話番号紹介で始めの市外局番を歌った所でコーナーが終わるのがお約束である。

### DENKRA TV-SHOPPING USA
でんくらテレビショッピングの海外バージョン。商品は同じくスケベ椅子だがここでは「perfect chair」と呼ぶ。紹介するのは外国人のジョンとニック。日頃の運動不足を解消する運動器具としてこの椅子を紹介する。

### 予告編シリーズ
・喪服の義姉（ひと）
「近日公開！」と銘打ち、何回かにわたって「撮影好調」と報告しながらも最終的には「制作中止になりました」と言い切った、ロマンポルノ風映画の予告編。配給は「日本でんくら映画」とある。BGMはドラマ『傷だらけの天使』より『I STAND ALONE（一人）』。
・白衣の義姉（ひと）
「喪服の義姉（ひと）」と全く同じ出演者・設定っぽい映画予告編。こちらは「公開しません」と初めから言い放った。BGMは相米慎二監督の映画「ラブホテル」の挿入歌、山口百恵の『夜へ…』。
- その後、5＋1特番の番外編「でんきおにぎりとしびれおにぎり」内の『ふぞろいの握飯(オニギリ)たち』でも同じ出演者、同じような設定の登場人物、台詞が登場する。

### バトルフォークジャンボリー
“酒場に咲いたケシの花”ことチャンピオン・千葉カスミに挑戦者英藤遠之輔が挑む、即興フォークソングバトル。ここで生まれた「バラの花畑」という曲はその後、でんくらベストテンにもランクイン。対戦成績はチャンピオン千葉の全勝。でんくら総集編では英藤遠之輔が下ネタで反撃した未公開シーンを放送し、「懺悔の小部屋」で説教された。

### 郡山モード研究所
ブックファン24提供の、コスプレグッズ紹介コーナー。ジェリー伊藤の研究の成果（コスプレ衣装を纏ったマネキン）をバス停や公園や雀荘に置いて周りの反応を見るもの。子供が少し興味を示す以外は、誰もが見て見ぬフリだった。全3回。進行役の助手も伊藤という名前であった。

### まるさの男
「まるさ食堂」の主人が出前に走る姿に、映画『マルサの女』のテーマ曲が流れるだけ。後にまるさの主人は「世界ビックリショー」や「大空腹ビフォーアフター」や「でんくらベストテン」にも登場。

### 佐藤C作のエログロナンセンス
ローカルレンタルビデオ店「ビデオ1」が送る、佐藤C作の映画紹介。常に「なんでこの映画!?」というラインナップで、最後は彼の一言で閉める。しかしC作は第6回の「特捜大宣伝」で何者かに殺される。第11回から「佐藤D作のエログロナンセンス」として復活した。

### 米良のもののけ
「米良美一」として「でんくらベストテン」に登場していた吉成吉男による映画紹介コーナー。「もののけ」というだけあって、紹介する映画は妖怪シリーズ。第19回からは「米良のごっつぁんです」となり、相撲映画の紹介になった。

### 特捜大宣伝
『特捜最前線』のパロディによる、刑事ドラマ風のコーナー。新米の渡辺刑事(渡辺英司)と刑事（デカ）長こと今江刑事のやりとりがあって、事件現場で見つかる手がかりは常に「ビデオ1」の宣伝。刑事長の歌う「デカ長ブルース」と言う曲が「でんくらベストテン」でランクインしていた。SPでは「デカ長サンバ」もランクインした。

### ジェニファーを探せ！
ブックファン24のCMソング「眠れないのあなた」を歌っているとされているジェニファーという名のマネキンが画面に隠れているコーナー。福島空港編、永崎海岸編、中華料理店編などがある。

### 青空美術館
県内で見つけた絵看板を解説付きで紹介。

### THE SUKEKIYO
映画『犬神家の一族』のパロディ。白いゴムマスク男SUKEKIYOが色々な場所で場違いに犬神家への報復を誓おうとするコーナー。

### 懺悔の小部屋
第10回記念、第20回記念、総集編に登場したコーナー。第10回記念、第20回記念では世界ビックリショーのアシスタントの松本あいこが番組ディレクターに説教された。総集編スペシャルの回ではバトルフォークジャンボリーとののしりとりの挑戦者の英藤遠之輔が説教を受けた。

### 街で見つけた芸能人
郡山駅前で芸能人を見つけるコーナー。リポーターが声をかけた芸能人は、皆ご本人とは似ても似つかない風貌で、「違いますよ」と言われるのがお約束である。

### あなたが知らない世界
心霊学者おの・だじろうが、写真に写っている物体を「クラゲ！」と断言する納涼企画。　

### 不死身の男
『キルビル』やブルース・リーのような黄色いトラックスーツを着た男と、彼の命を狙う男の戦い。スタント部分の映像は人形。

### ののしりとり
相手を罵る言葉で、2人の男がしりとりをするコーナー。審判もいるが、罵り言葉かどうかの判定が極めて微妙なコーナー。

### でんくらの泉
フジテレビ『トリビアの泉』のパロディ。単位は「ふぅ〜ん」。「県外で使えないムダ知識をあなたに」と謳い、出演者の秘密などを明らかにする。第23回では「でんきくらげとしびれふぐは9月いっぱいで終わる」という事実を番組出演者に伝え、驚かせていた。

### CMシリーズ
いずれも架空の商品。
- でんくらコーラ
- でんくら青汁
- でんくらソース焼きそば

まるか食品『ペヤングソース焼きそば』のCMのパロディ。5+1SPでは同様のフォーマットで「ぺヤンジュソース焼きそば」「スケキヨソース焼きそば」が放送された 。
- でんくらプチンプリン

## 総集編特番
- 2003年12月29日放送[2]。

第1回〜第23回までの抜粋に、特捜大宣伝の刑事2人のやりとりや「でんくら恋人えらび」など新作も交えて放送。「懺悔の小部屋」でも新たな懺悔者を放送し、NGを出した未公開映像なども流れた。

## でんくら特番5+1SP
2004年12月29日放送。第24回から第28回までが連続しているが回のつなぎ目にも「まるさの部屋」という『徹子の部屋』のBGMにのせて「まるさ食堂」の女将さんが微笑むだけのコーナーや、「着ぐるみ選手権」に出場したキャラクターの紹介カットをはさんでいた。また、27回と28回の間には「でんきおにぎりとしびれおにぎり」という番外編も登場。

### 大空腹ビフォーアフター
朝日放送『大改造!!劇的ビフォーアフター』のパロディ。その構成やナレーションの雰囲気、BGMなどは全く同じ作りだが、内容はお腹が空いた家族に定食の匠「まるさの男」がチキンライスを運び、食事前後の家族の表情を比べたものだった。時間の都合でまるさの男が家を訪ねるシーンやチキンライスを調理する様子などはカットされた。

### 市町村対抗・着ぐるみ選手権
福島県内の市町村のイメージキャラクターが10m走に挑戦。
- ゆーりん(長沼町(現:須賀川市))
- ももりん(福島市)
- カブトン(常葉町(現:田村市))
- オリオンちゃん(滝根町(現:田村市)。番組内では「オリオン」と表記された)

ほとんどのキャラクターが動けず、福島市の「ももりん」の圧勝に終わった。BGMは井上陽水の「森花処女林」。

### でんくらさんいらっしゃい
『新婚さんいらっしゃい!』のペアマッチコーナーのパロディ。しかし、本家と決定的に違うところは「意味不明な商品」と、枠が9個と奇数なところ。双方なぜか「5番」ばかり選ぶ展開の後、奇数ならではのオチがある。

### でんきおにぎりとしびれおにぎり
出典：
- 1年で732個のおにぎりに挑戦

でんくらのレギュラー放送終了後にHPで公開していた、スタッフが1年間に732個のおにぎりを食べるコーナーの映像化。おにぎりに手を加えてなんとか消費しようとする姿をテレビ朝日「黄金伝説」風に紹介した。
- ふぞろいの握飯(オニギリ)たち

ドラマ『ふぞろいの林檎たち』のオープニングのパロディ。リンゴの代わりに「おにぎり」が宙を舞った。BGMはもちろんサザンオールスターズの『いとしのエリー』。

## 制作スタッフ
（総集編、5＋1特番クレジットより）
カメラ杉山利哉（「大空腹ビフォーアフター」では義山家の人々として家族が登場。この家族は「プチンプリン」CMにも出演）
カメラ平方誠一（＝イッセー平方）
カメラ伊東孝之（5＋1特番）
お手伝い渡部歩（5＋1特番）
音声・照明大河内健洋
編集松本愛（＝松本あいこ）
演出小寺等之
演出補？遠藤英之輔（＝英藤遠之輔）
制作補古和田泰（総集編）
責任者小泉康夫（総集編）

## 使用楽曲
- タイガー&ドラゴン / クレイジーケンバンド

番組のオープニングテーマ。
ドラマ主題歌となって全国的に有名になる前から、この番組で使用されていた。
- まっぴらロック / クレイジーケンバンド

エンディングテーマ。
ピチカート・ファイヴ、はっぴいえんど、小島麻由美、FPMなども使用されているが、全体的にクレイジーケンバンドの楽曲を多数使用しており、番組の雰囲気に大きく影響している。クレイジーケンバンドの楽曲も、ピチカートファイヴの小西康陽プロデュースのアルバムやリミックスの曲が多用されている。

### オリジナル楽曲
- くらげ(独唱) / イッセー平方

「でんくらベストテン」のランキングダイジェストで披露された。原曲の「さくら」を「くらげ」に変えているだけなのだが、歌っている平方が途中で放棄した。
- 刑事長ブルース / 今江由水

- 刑事長サンバ / 今江由水

- 冬の鉄棒 / 英藤遠之輔

「バトルフォークジャンボリー」で披露された。
- 冬にそなた / ペ・ヤンジュ

「冬のソナタ」のテーマBGMに乗せて、ヤンジュがスキャットするだけの曲。
- バラの花畑 / 英藤遠之輔、千葉カスミ

「バトルフォークジャンボリー」で披露された。
- まるさ恋しぐれ[19]

## 関連サイト
公式HPは番組終了後も三年間更新を続けていたが番組の画像が第三者により公開された事と制作側の本意でないサイトにHPのリンクを貼られていた事を受けて2006年に閉鎖。番組制作側は「番組が視野を広めつつあることは悪くないことだが、意図しない方向に一人歩きされたくない」とコメントしている。
かつては当時のスタッフによるブログが番組終了後も続行していた。